# اسکوراچ
اسکوراچ (به لاتین: Skorać) یک منطقهٔ مسکونی در مونته‌نگرو است که در شهرداری توزی واقع شده‌است. اسکوراچ ۱۳۷ نفر جمعیت دارد.